# 946 Poësia
946 Poësia, asteroid glavnog pojasa. Otkrio ga je Max Wolf, 11. veljače 1921.

## Vanjske poveznice
- Minor Planet Center